# 東海岸町

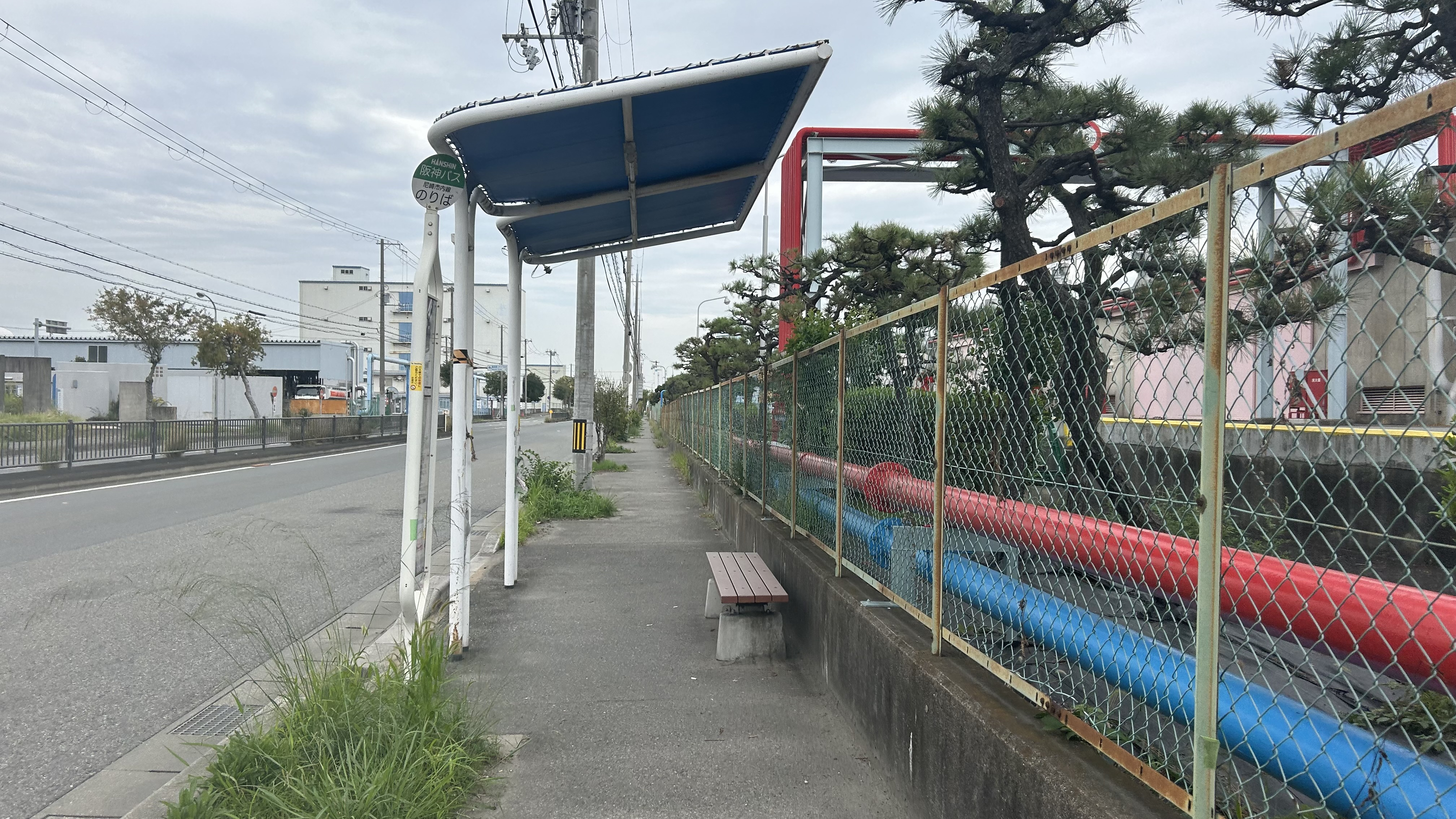
クリーンセンター第2工場停留所

東海岸町（ひがしかいがんちょう）は、兵庫県尼崎市にある町丁。丁目はない。郵便番号は660-0843。

## 地理
東は大阪府大阪市西淀川区中島、西は末広町、南は船出、北は大高洲町と隣接している。

## 交通

### 鉄道
鉄道は走っていない。

### バス
| 路線名 | 業者     | 起点     | 町内の停留所                                       | 終点                    |
| ------ | -------- | -------- | -------------------------------------------------- | ----------------------- |
| 70     | 阪神バス | 阪神尼崎 | (大高洲町)-東海岸町-尼崎港-クリーンセンター第2工場 | クリーンセンター第2工場 |

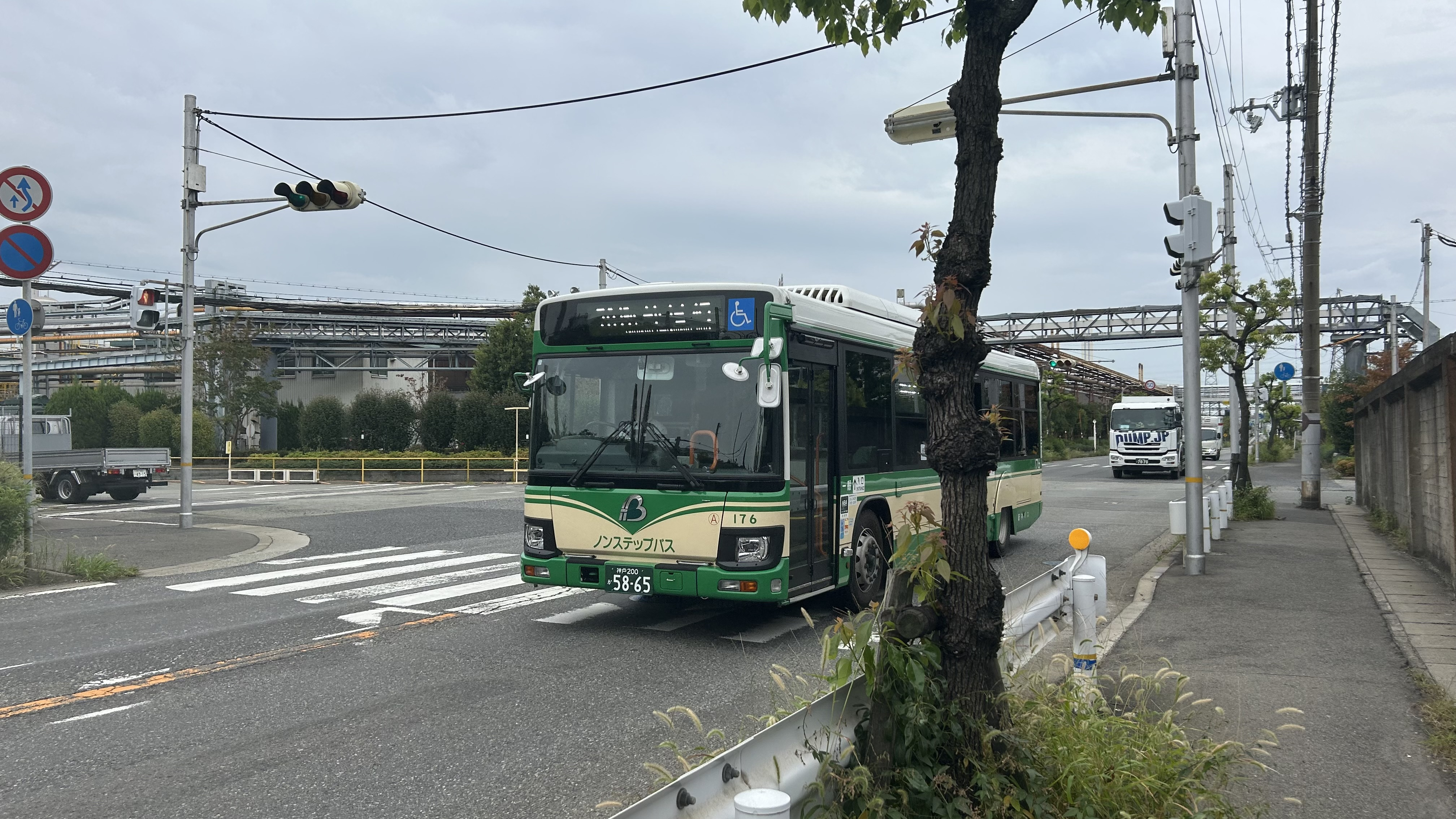
70番
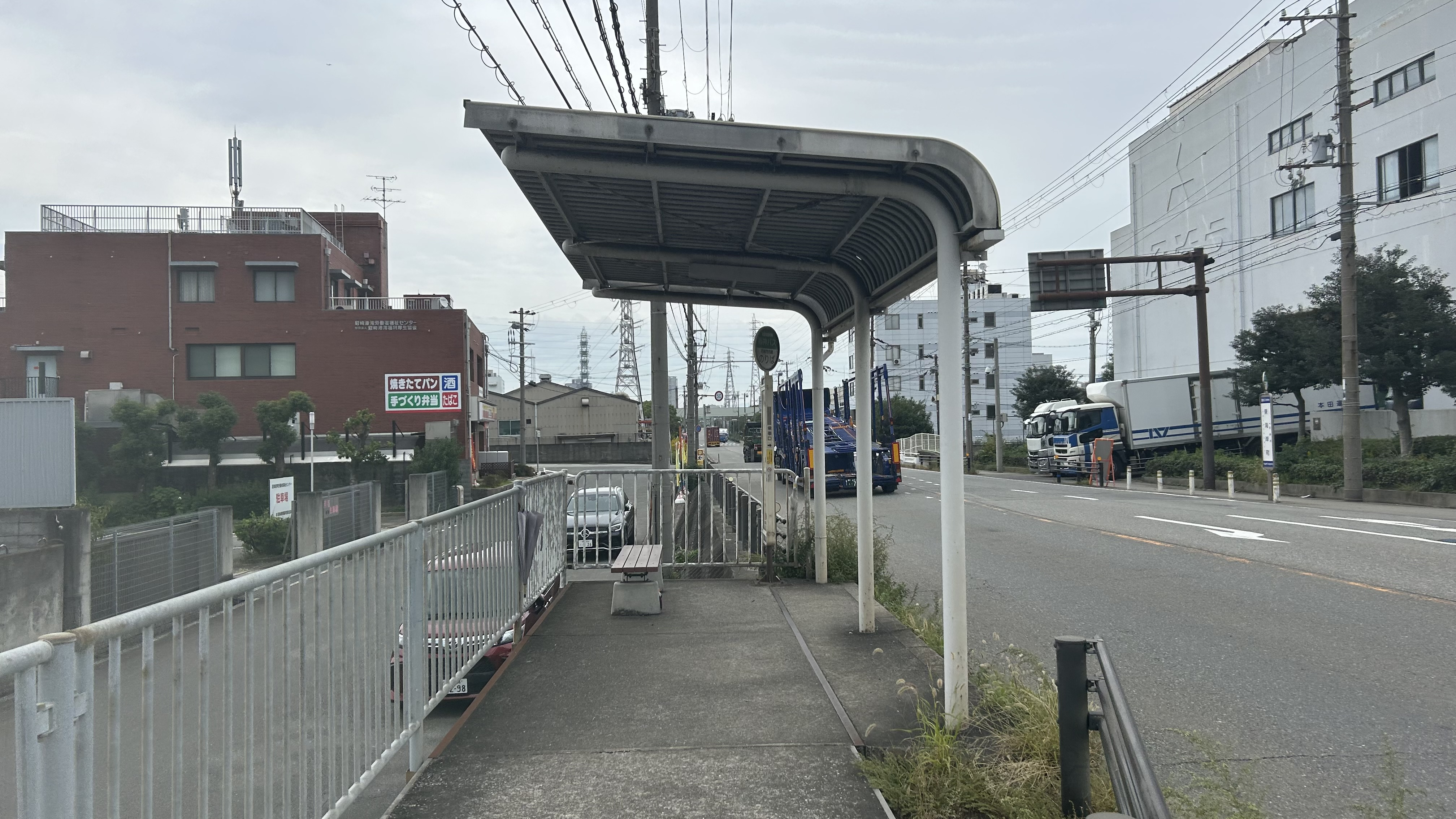
東海岸町停留所
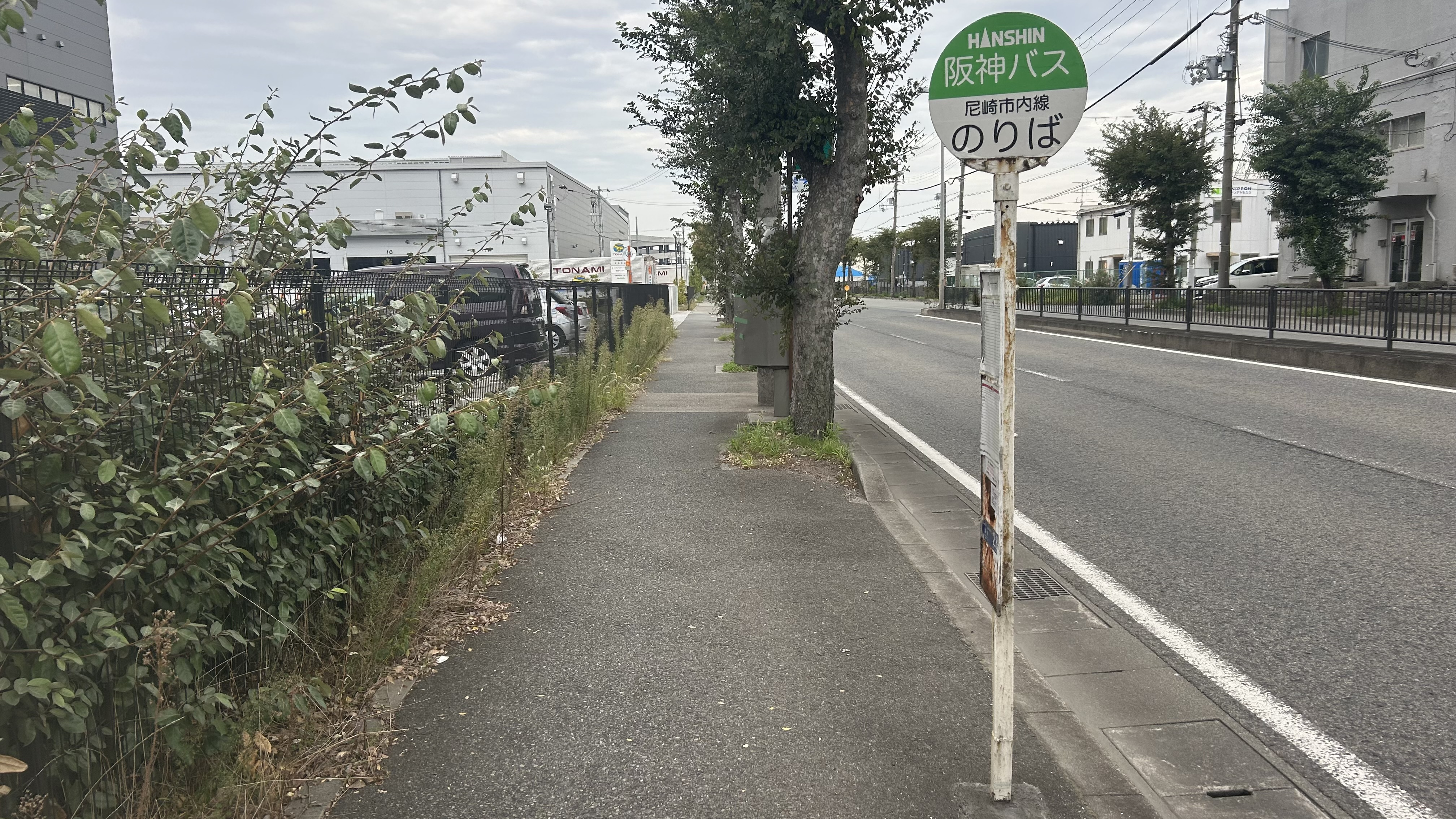
尼崎港停留所

### 道路
- 阪神高速5号湾岸線
  - (末広町)-尼崎東海岸出入口-(大阪府大阪市西淀川区中島)

## 校区
出典:
| 区域 | 小学校     | 中学校     |
| ---- | ---------- | ---------- |
| 全域 | 明城小学校 | 成良中学校 |

## 施設
- デイリーヤマザキ 尼崎東海岸町店